# Military Industry Corporation
La Military Industry Corporation est une entreprise soudanaise nationale d'armement fondée en 1993 regroupant des sociétés en activités depuis 1959.
Elle produit des armes légères comme des armes lourdes avec l'assistance techniques des Chinois (Norinco) et des Iraniens (Defense Industries Organization).

## Histoire
En 1959, le gouvernement soudanais fait construire l'usine de munitions d'Al Shaggara, à l'ouest de Khartoum, pour produire des munitions légères.
En 1993, le président Omar el-Béchir crée le Military Industry Corporation pour unifier ses forces de production.

## Produits
- Munitions
- Armes conventionnelles
- Véhicules blindés et tanks de bataille
- Équipement vestimentaire
- Électronique
- Aviation
- Marine
- Véhicules

## Sites
La MIC possèdent plusieurs complexes industriels :
- Alshagara Industrial Complex (AIC) : fondée en 1959, elle a été absorbée par MIC lors de sa formation. AIC est responsable de la fabrication d'une large gamme de munitions d'armes légères.

- Yarmouk Industrial Complex (YIC) : créé en 1994 et inauguré en 1996, JSC semble être responsable de la transformation et de fabrication de produits à usage dual qui couvrent les industries de la construction, du transport et de la fabrication. Elle a été endommagée dans la nuit du 23 au 24 octobre 2012 par, selon des allégations du gouvernement soudanais, une attaque aérienne israélienne. Elle est aussi suspectée par les États-Unis d'entreposer des armes chimiques pour l'Iraq[2].

- Elshaheed Ibrahim Shamseldeen Complex for Heavy Industries : créé en 2002, le complexe est responsable de la fabrication et de l'entretien de véhicules blindés ainsi que de poids-lourds.

- Alzargaa Engineering Complex : créé en 1999 et inauguré en 2004, le complexe d'ingénierie Alzargaa  est responsable de l'électronique et divers équipements électro-optique pour l'armée du Soudan. Il est également impliqué dans le marché des télécommunications soudanaise, à travers Sudatel.

- Safat Aviation Complex (SAC) : fondée en 2005, la SAC est chargé du support et de la maintenance de l'aviation soudanaise.